# Lissodynerus vespoides
Lissodynerus vespoides är en stekelart som först beskrevs av Williams 1919.  Lissodynerus vespoides ingår i släktet Lissodynerus och familjen Eumenidae. Inga underarter finns listade i Catalogue of Life.